# Pearl Jam 2007 European Tour
Pearl Jam 2007 European Tour è un tour europeo intrapreso dalla band nell'estate 2007.
Il tour consta di solamente 13 date, che si sono tenute in grandi stadi o festival nazionali. Il 15 giugno 2007, la band avrebbe dovuto suonare come headliner all'Heineken Jammin' Festival, ma a causa di una tromba d'aria, l'intero festival è stato cancellato. Il 18 giugno 2007, invece, la band ha suonato alla Wembley Arena di Londra; in questa data, l'intero parterre fu messo a disposizione del Ten Club. Questo è l'unico tour programmato dalla band per il 2007.

## Date
- 08/06/07 -  Lisbona, Portogallo - Passeio Maritimo Alges
- 09/06/07 -  Madrid, Spagna - Festimad
- 12/06/07 -  Monaco di Baviera, Germania - Olympiahalle
- 13/06/07 -  Katowice, Polonia - Silesian Stadium
- 15/06/07 -  Venezia, Italia - Heineken Jammin' Festival, Parco San Giuliano (CANCELLATO)
- 16/06/07 -  Vienna, Austria - Nova Rock Festival
- 18/06/07 -  Londra, Inghilterra - Wembley Arena
- 21/06/07 -  Düsseldorf, Germania - ISS Dome (fu precedentemente programmato per la LTU Arena)
- 23/06/07 -  Neuhausen ob Eck, Germania - Southside Festival
- 24/06/07 -  Scheeßel, Germania -Hurricane Festival
- 26/06/07 -  Copenaghen, Danimarca - Forum
- 28/06/07 -  Nimega, Paesi Bassi - Goeffert Park
- 29/06/07 -  Werchter, Belgio - Rock Werchter

## Formazione
- Jeff Ament - Basso
- Stone Gossard - Chitarra ritmica
- Mike McCready - Chitarra solista
- Eddie Vedder - Voce, chitarra
- Matt Cameron - Batteria

Musicisti addizionali:
- Boom Gaspar - Hammond B3 e tastiere

## Gruppi di spalla
- The Futureheads - (12/06/07, 21/06/07, 26/06/07)
- Linkin Park - (13/06/07)
- Coma - (13/06/07)
- Idlewild - (18/06/07)
- Interpol - (21/06/07)
- Incubus - (28/06/07)
- Kings of Leon - (28/06/07)
- Satellite Party - (28/06/07)